# 藤本安騎生
藤本 安騎生（ふじもと あきお、1928年3月4日 - 2014年3月25日）は、日本の俳人。本名は井戸茂（いど しげる）。

## 人物
兵庫県川西市生。関西大学法律学科卒。1979年、「運河」入会、右城暮石に師事。1982年、「運河」同人。2001年、「晨」同人。2003年、『深吉野』により第43回俳人協会賞。奈良を拠点に活動した。句集に『耳石』『夢の淵』『深吉野』『高見山』。2014年3月25日、心筋梗塞で死去。86歳。